# برغي خماسي الشعب

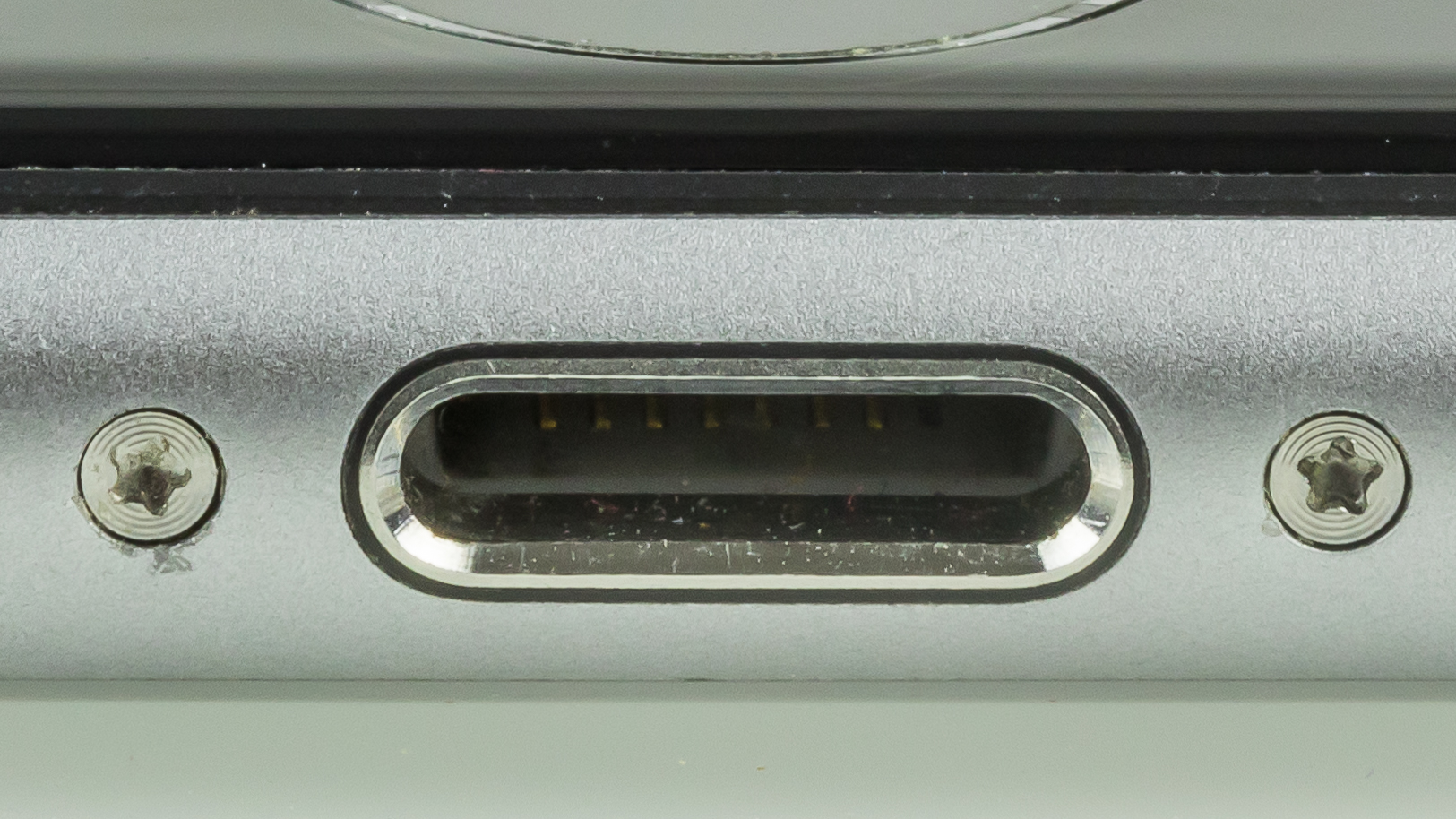
برغيان خماسيان على يسار ويمين موصل لايتنينغ في هاتفآيفون 6 إس بلس

البرغي الأمني خماسي الشُعب (بالإنجليزية: Pentalobe screw)‏ (تسمية آبل)، أو مفك البراغي خماسي الشُعب، هو نظام مقاوم للعبث ذو خمسة رؤوس مدببة تستخدمه شركة آبل في منتجاتها، على سبيل المثال لا الحصر. اعتمدت آبل براغي خماسية الفصوص ابتداءً من عام 2009، عندما اُستخدمت لأول مرة في جهاز ماك بوك برو بحجم 15 بوصة. ومنذ ذلك الحين اُستخدمت في طرز أخرى من ماك بوك برو وماك بوك آير وآيفون. جذبت آبل انتقادات عند تقديمها للبرغي خماسي الفصوص؛ حيث اعتبرها البعض محاولة لمنع الأفراد من الوصول إلى أجهزتهم. كرد فعل على ذلك، أصبحت مفكات البراغي خماسية الفصوص غير المكلفة، التي تصنعها أطراف ثالثة، سهلة الحصول عليها نسبيًا.
تشمل أحجام براغي خماسية الشُعب TS1 (0.8 مم، مستخدمة في كل أجهزة آيفون بدءًا من آيفون 4 إس)، وTS4 (1.2 مم، مستخدمة في ماك بوك آير وماك بوك برو مع شاشة عرض رتينا)، وTS5 (1.5 مم، مستخدمة في بطارية ماك بوك برو لعام 2009). إن تسمية TS غامضة حيث أنها تستخدم أيضًا لمفك براغي مجموعة تورك.

## الاستخدام

### آيبود
تتضمن نماذج مختلفة من جهاز آي بود كلاسيك براغي خماسية الشُعب على محرك الأقراص الصلبة توشيبا الخاص به.

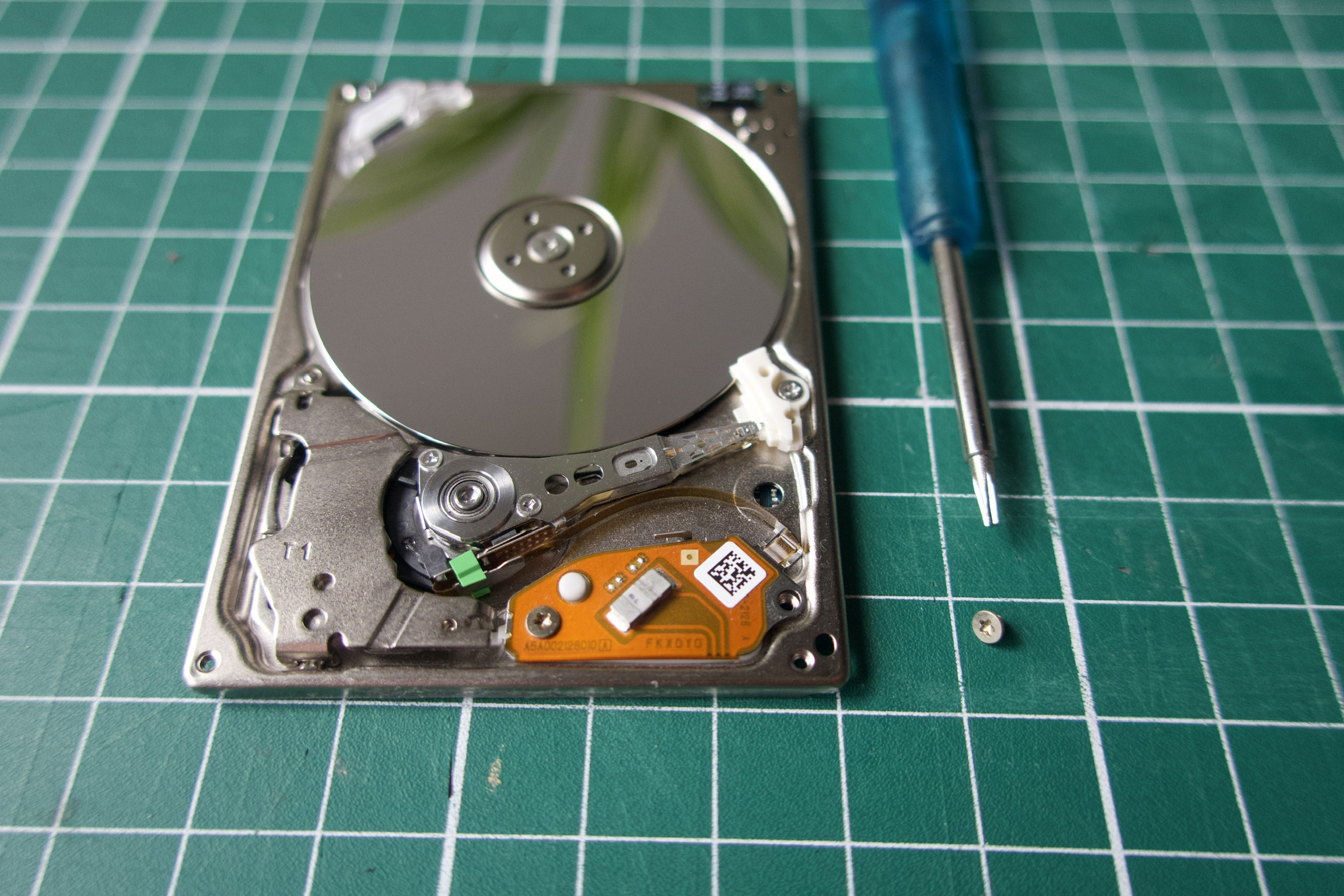
مثال على برغي خماسي الشُعب لمحرك الأقراص الصلبة لجهاز آي بود كلاسيك 2007 من إنتاج شركة توشيبا

### ماك بوك برو
كان أول منتج من أبل يتضمن براغي خماسية الشُعب داخليًا هو طراز ماك بوك برو 15 بوصة في منتصف عام 2009. اُستخدمت ثلاثة براغي خماسية الشُعب لتثبيت البطارية بالإطار الداخلي. كان من السهل إزالة هذه البراغي باستخدام مفك براغي مسطح (مُشَقَّب) مقاس 1.5 مم، والتي أُخطئ في اعتبارها في الأصل براغي توركس خماسية النقاط. كان هذا هو الاستخدام الداخلي الوحيد للبراغي خماسية الشُعب؛ تستخدم جميع أجهزة ماك بوك برو اللاحقة لقمة أمان "تراي-وينغ" لتثبيت البطارية بالإطار الداخلي، أو لديها بطاريات مُلصقة.
ظهرت البراغي خماسية الشُعب مرة أخرى في إصدار منتصف عام 2012 من ماك بوك برو. اُستخدمت ثمانية براغي خماسية الشُعب مقاس 3 مم واثنان مقاس 2.3 مم خارجيًا لتثبيت اللوحة السفلية من الهيكل بالإطار الداخلي. كان إصدار أواخر عام 2012 من ماك بوك برو مقاس 13 بوصة هو أول طراز مقاس 13 بوصة يحتوي على براغي خماسية الشُعب؛ اُستخدم العديد منها خارجيًا بطريقة مشابهة لجهاز ماك بوك برو مقاس 15 بوصة في منتصف عام 2012. لم تستخدم أي من الطرز الثلاثة لجهاز ماك بوك برو مقاس 17 بوصة أي براغي خماسية الشُعب.

### ماك بوك اير
شهد جهاز ماك بوك اير استخدامًا أكثر شمولاً للبراغي خماسية الشُعب من ماك بوك اير. تتضمن جميع الإصدارات الخمسة من ماك بوك اير مقاس 11 بوصة (أواخر 2010، منتصف 2011، منتصف 2012، منتصف 2013 وأوائل 2014) ثمانية براغي خماسية الشُعب خارجية بطول 2.5 مم واثنان بطول 8 مم. تستخدم الإصدارات الخمسة الأخيرة من ماك بوك اير مقاس 13 بوصة (أواخر 2010، منتصف 2011، منتصف 2012، منتصف 2013 وأوائل 2014) ثمانية براغي خماسية الشُعب بطول 2.6 مم واثنان بطول 9 مم. اُستخدمت البراغي خماسية الشُعب خارجيًا فقط في طرز ماك بوك اير.
قامت الشركات المصنعة الخارجية بتسويق مجموعة متنوعة من مفكات البراغي خماسية النقاط التي تتناسب مع البراغي خماسية الشُعب في طرز ماك بوك منذ ظهور البراغي خماسية الشُعب لأول مرة خارجيًا في ماك بوك اير أواخر عام 2010.

### آيفون
لم يكن لهاتف آيفون الأصلي أي براغي تثبت هيكله معًا. كان لهاتفي آيفون 3 جي وآيفون 3 جي إس برغيين فيليبس رقم 00 بجوار موصل دوك ذي 30 سنًا.
استُخدمت براغي خماسية الشُعب لأول مرة في آيفون 4. في البداية، استُخدمت براغي فيليبس رقم 00، ولكن نماذج آيفون 4 اللاحقة احتوت على براغي خماسية الشُعب. كانت البراغي المستخدمة أصغر قليلاً من توركس تي اس1، حوالي 0.8 مم. إذا أُحضرَت نماذج آيفون 4 التي تحتوي على براغي فيليبس رقم 00، إن وجدت، إلى أبل ستور للإصلاح، فستُستبدل ببراغي خماسية الشُعب مقاس 0.8 مم. سارع مصنعون من جهات خارجية إلى إنتاج مفكات براغي لإزالة براغي خماسية الشُعب مقاس 0.8 مم بعد إصدار آيفون 4 في يونيو 2010. ستزيل هذه المفكات غير المكلفة وسهلة الشراء براغي خماسية الشُعب بسهولة تامة. يُباع العديد منها على شكل "مجموعات" تحتوي على مفك ذي 5 نقاط وبراغي فيليبس رقم 00، من أجل استبدال براغي خماسية الشُعب ببراغي فيليبس سهلة الإزالة. ستجرّد معظم مفكات البراغي الأمنية الأخرى الرؤوس المصغرة، مما يمنع المستخدم فعليًا من الوصول إلى جهازه.
تحتوي جميع نماذج آيفون 4 إس على براغي خماسية الشُعب مماثلة لتلك الموجودة في آيفون 4. يحتوي آيفون 5 على براغي خماسية الشُعب متشابهة جدًا مقاس 0.8 مم، ولكن البراغي لها أعمدة أطول مقاس 3.6 مم.

### الشركات المصنعة غير التابعة لشركة أبل
شركة سوني تستخدم براغي خماسية الشُعب ذات الخمس نقاط (على الرغم من أنها تُشار إليها في الغالب على أنها براغي "على شكل نجمة" التي سبقت الاسم المقبول حاليًا) على أجهزة الكمبيوتر المحمولة (مساعد رقمي شخصي) من سلسلة سوني كلييه يو اكس في عام 2003.

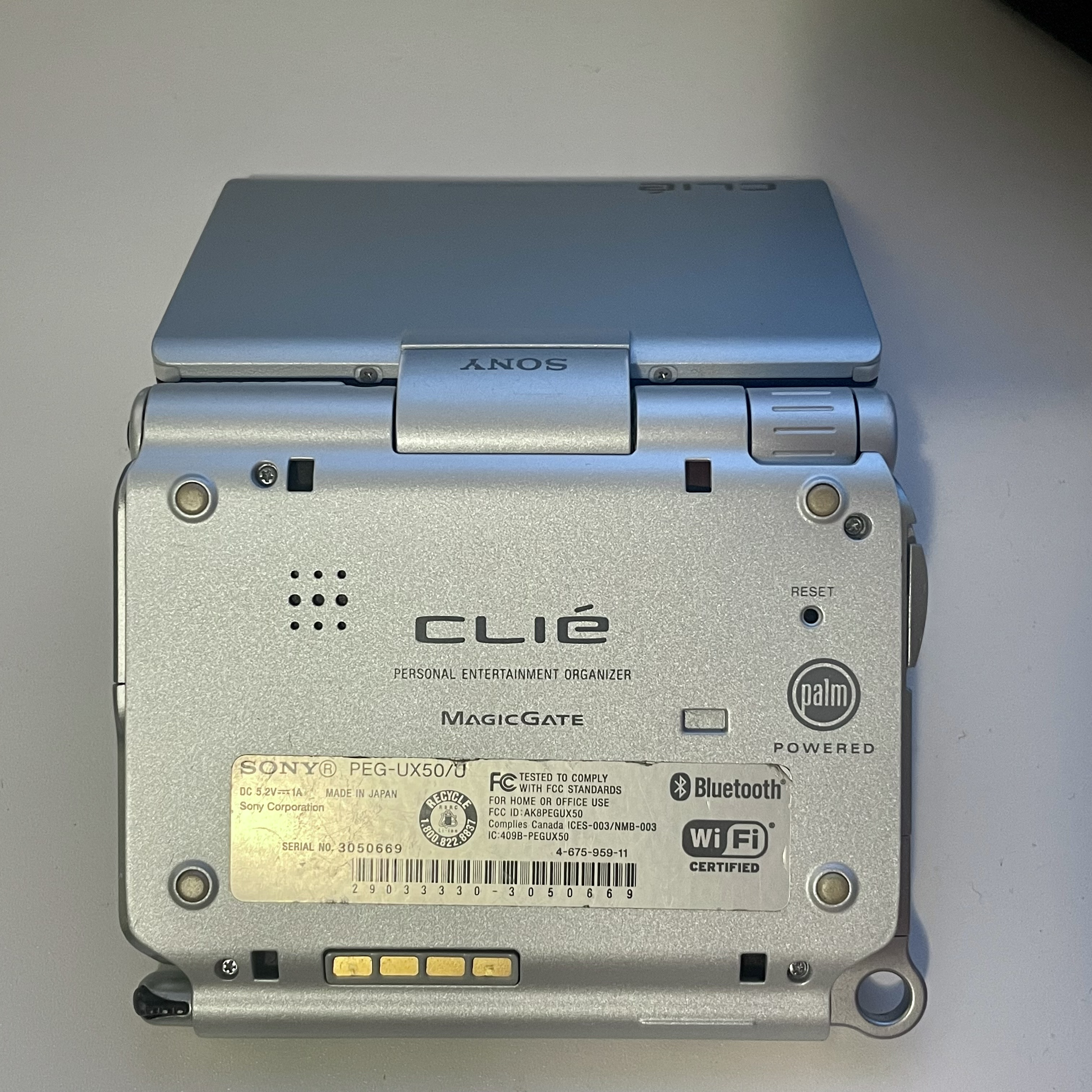
اُستخدمت مسامير خماسية الشُعب على الجانب السفلي من جهاز المساعد الرقمي الشخصي سوني كلي بيج-يو اكس50.

ستخدمت هواوي براغي خماسية الشُعب لهاتف هواوي بي 9، وهو قرار انتقده كايل وينز الذي يكتب لموقع وايرد، لأن استخدام براغي خماسية الشُعب بدلاً من البراغي القياسية مثل توركس يجعل إصلاح الأجهزة الإلكترونية أكثر صعوبة. كما استخدم خليفتها، هاتف هواوي بي 10، أيضًا براغي خماسية الشُعب لتأمين الغطاء الخلفي للهاتف.
مثل هواوي بي 9، تستخدم ميزو ام اكس 9 أيضًا برغي خماسي الشُعب بجوار موصل يو اس بي-سي.

### المقاسات والقياسات
على الرغم من عدم وجود نظام تسمية قياسي رسمي (معروف)، إلا أن الحجم يُعرف عادةً باسم أحجام P. تُستخدم أحجام TS في بعض الأحيان، ولكنها تترك مجالًا للاختلاط مع أحجام تورك-سيت العادية. تُستخدم أحجام P وTS التالية بواسطة آيفكست، وأحجام PL بواسطة ويها، وهي شركة أدوات ألمانية:
| المقاسات P | مقاسات TS | مقاسات PL | الأبعاد   | الاستخدام |
| ---------- | --------- | --------- | --------- | --- |
| P1         | TS0       |           | غير معروف | |
| P2         | TS1       | PL1       | 0.8 مم    | آيفون 4 (ليت)، 4S، 5، 5C، 5S، 6، 6 بلس، 6S، 6S بلس، SE، 7، 7 بلس، 8، 8 بلس، آيفون اكس، هواوي بي 9، ماك بوك برو 15 بوصة 2018 (بطارية) |
| P3         | TS2       |           | غير معروف | |
|            |           | PL2       | 0.9 مم    | سوار ساعة ابل، ثريد M1.2 |
| P4         | TS3       |           | غير معروف | |
|            |           | PL3       | 1.1 مم    | |
| P5         | TS4       | PL4       | 1.2 مم    | ماك بوك آير وماك بوك برو مع شاشة عرض رتينا - المعروف باسم الجزء رقم 923-0731 في كتيبات إصلاح أبل                                     |
| P6         | TS5       | PL5       | 1.5 مم    | بطارية ماك بوك برو (2009) (15 بوصة فقط) – تُعرف باسم أداة أبل المتخصصة 922-9101                                                       |
|            |           | PL6       | 1.6 مم    | |

لا ينبغي الخلط بين رؤوس خماسية الشُعب هذه ذات الخمس نقاط ورؤوس توركس التي لها 6 نقاط. يُرى أحيانًا تعيين "IPR" مطابقًا لـ "PL" بسبب الالتباس. من المحتمل أن تكون تسمية "TS" الغامضة هي نفسها تسمية "PL" عند الإشارة إلى براغي خماسية الشُعب.
تشير شركة أبل ببساطة إلى البراغي بأبعادها الملليمترية. على سبيل المثال، يُطلق على برغي PL2 المستخدم في العروات التي تمسك حزام ساعة أبل اسم "خماسية الشُعب 1.1".